# Aaron Salomon Gumperz
Aaron Emmerich Salomon Gumperz (în ebraică אהרון אמריך גומפרץ - Aharon Emmerich Gumpertz - sau אהרון בן זלמן גומפרץ - Aharon Ben Zalman Gumperz) (n. 10 decembrie 1723, Berlin – d. 3 sau 10 aprilie, 1769 Hamburg) a fost un învățat, exeget și medic evreu german. Prin prisma istoriei, el a fost unul dintre prevestitorii mișcării ideologice iluministe evreiești Haskalá, unul dintre „maskilim mukdamim” (maskilim timpurii), adică acei învățați evrei din spațiul germanofon și est-european care au izbutit să dobândească o cultură generală și au activat în cercuri intelectuale ale națiunii majoritare din țara lor de adopțiune, dar aceasta, în mod cu totul individual și nu ca mișcare organizată și fără a sfida elita rabinică printr-o programă ideologică alternativă.

## Familia
Aaron Solomon Gumperz era fiul unei familii evreiești însemnate și înstărite, care a dat mai mulți bancheri și medici. A fost răstrănepot al renumitei femei de afaceri Glückel von Hameln (1664-1727). Un unchi îndepărtat, Salomon Emmerich Gumperz (1662-1728) a învățat medicina la Universitatea din Leyden și a practicat la Praga. Fiul acestuia, Moses Salomon Gumperz, absolvent al facultății de medicină a Universității din Frankfurt pe Oder, a fost primul evreu din Prusia care a obținut în acest regat diploma de medic, în anul 1721.

## Biografie
Aaron Salomon Gumperz fusese menit să urmeze cariera de rabin, cum au fost mulți din familia mamei sale, dar pasiunea sa pentru științe l-a făcut să opteze  în cele din urmă pentru medicină. A achiziționat solide cunoștințe în multe domenii ale stiințelor, inclusiv în științe exacte. A învațat multă vreme singur și cu profesori particulari, între altele latina, franceza, engleza, și greaca veche. După 1741 s-a perfecționat în științele iudaice cu Israel Zamosc (1700-1772). El a terminat în martie 1751 doctoratul în medicină la Universitatea din Frankfurt pe Oder cu teza Ueber die Temperamente (Despre temperamente). Aaron Gumperz a activat ulterior, între altele, ca secretar al marchizului d'Argens și, între 1751-1754, al președintelui Academiei Regale Prusiene de Științe și Litere Frumoase, Pierre Louis de Maupertuis, căruia i-a dedicat teza sa de doctorat. Gumperz era unul din puținii evrei din Berlin care, în acea vreme, avea acces la cercurile intelectualilor germani creștini, inclusiv la întâlnirile din cadrul „Kaffeehaus Geselschaft” și ale așa numitului „Club de luni” din Berlin.
În 1745 a rugat pe scriitorul Johann Christoph Gottsched să-l ia în îndrumarea sa academică, dar a primit un răspuns negativ. A avut în schimb relații apropiate cu Gotthold Ephraim Lessing, care l-au inspirat pe acesta în scrierea piesei Evreii (Die Juden).
Gumperz a devenit cunoscut mai cu seamă pentru a fi fost unul din mentorii lui Moses Mendelssohn, care era cu șase ani mai tânăr, și pe care l-a introdus în cercurile intelectualilor din Berlin, inclusiv ale membrilor Academiei de Științe. El l-a învățat pe Mendelssohn franceză și engleză, l-a introdus în scrierile filozofice ale lui Christian Wolff și a fost printre cei care i-au stimulat dragostea de știință. Împreună ei au asistat la prelegerile de filosofie ținute în latină de Johann Philipp Heinius, directorul gimnaziului Joachimsthal, și au luat parte la întâlnirile lunare ale Kaffeehaus-Gesellschaft, dedicate științelor și filozofiei.
Tot Gumperz i-a făcut cunoștință lui Mendelssohn cu Lessing în anul 1754 , iar aceștia doi au legat o trainică prietenie și corespondență. Dr.Gumperz a servit drept model multora dintre oamenii de cultură evrei din secolul al XIX-lea, între ei numărându-se Moses Hess, unul din gânditorii pre-sioniști și din precursorii socialismului. A călătorit prin Franța, Anglia și Olanda.
Aaron Salomon Gumperz a scris un calendar ebraic pe anul 5509 (1748-1749) și un supracomentariu 
numit „Megalleh Sod” (Megalè Sod - „Descoperitorul de taină”), la comentariul lui Ibn Ezra la Cele Cinci Suluri (Megilot). Din această lucrare din urmă nu a fost publicat decât comentariul cu privire la Ecleziast (Hamburg, 1765, Wilno 1836).
Eseul „Maamar Hamadá” despre religie și filozofie a fost publicat în preambulul comentariului la Ibn Ezra. El urma să fie introducerea la o vastă carte în limba ebraică care să cuprindă toate știintele contemporane, dar pe care Gumperz nu a parvenit să o scrie. În „Maamar Hamadá” el făcea o scurtă trecere în revistă a științelor, arăta cititorilor evrei, învățați cu cazuistica și scolastica talmudică, care sunt virtuțile cercetării experimentale, susținând că însușirea materiilor științifice nu dăuneaza credinței. El s-a referit și la exemplul unor deschizători de drum din trecut, rabini și învățați polihistori ca Maimonide, Avraham Ibn Ezra, Levi Ben Gershon (Gersonide), Yosef Shlomo Delmedigo, care aveau un orizont larg și au combătut ignoranța.  Moses Mendelssohn a recomandat foarte mult acest scurt eseu al lui Gumperz în cartea sa „Biur Milot Hahigayon” (cap.14). A redactat și ediție revizuită a compendiului de farmaceutică al lui J.L. Lebrecht Loesek.
Aaron Solomon Gumpertz a murit la Hamburg în 1769, la 47 ani, în urma unei boli îndelungate, și a fost înmormântat la cimitirul evreiesc din Altona. El a fost căsătorit de două ori: cu Hitzel, care a murit în anul 1761 la Hamburg, și apoi cu Friebchen (Pribe), născută Göttingen sau Getting.

## Legături exterioare și referințe
- articol in Jewish encyclopedia, NY 2006
- Thomas Kollatz - Under the Cover of Tradition:Old and New Science in the Works of Aron Salomon Gumperz
- Noah J.Efron Judaism and Science - A Historical Introduction, Greenwood guides to science and religion, Westport, CT, USA, 2007
- Moses Mendelssohn - Philosophical Writings , edited by Daniel Dahlstrom, Cambridge University Press, 1997
- Moses Mendelssohn in Dictionary of Literary Biography (ed.James Hardin, Christoph Schweitzer), vol.97, The Gale Group,1990, pp.195-204
- Adolf Kober The French Revolution and the Jews in Germany, Jewish Social Studies Vol.7, No.4,Indiana University Press, Oct.1945
- Israel Zinberg A History of Jewish literature, Ktav Publishing House 1976, traducere în engleză din limba idiș
- Gad Freudenthal - Aaron Salomon Gumpertz, Gotthold Ephraim Lessing, and the First Call for an Improvement of the Civil Rights of Jews in Germany (1753), Association for Jewish Studies Review, Cambridge University, Vol.29,No.2,Nov.2005
- Werner Jacob Cahnman Jews &Gentiles: a historical sociology of their relations,Transcation Publishers,New Brunswick NJ,2004

## Cărți electronice
- Megalè Sod și Maamar Hamadá, editie din 1910, Lemberg- Lviv (în ebraică)